# Référendum prussien de 1931

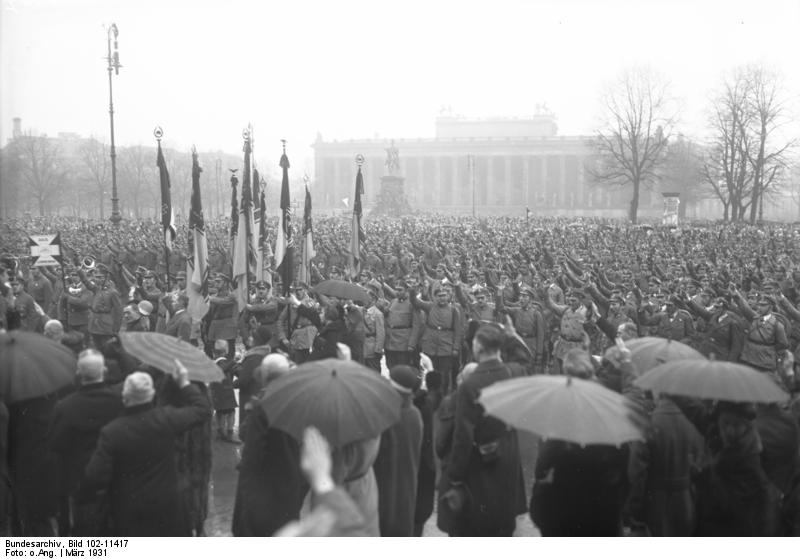
Rassemblement Stahlhelm à Lustgarten, à Berlin, en mars 1931.

Le référendum prussien de 1931 est un référendum pour dissoudre le parlement prussien, tenu à l'initiative de l'organisation des anciens combattants Der Stahlhelm avec le soutien du parti nazi et du Parti communiste d'Allemagne.
Le référendum a eu lieu le 9 août 1931 et nécessitait 13,2 millions de voix pour réussir. Cependant, le référendum n'a recueilli que 9,8 millions de voix et a donc échoué:120.